# Єфрем Биківський
Єфрем Биківський — сотник Биківської сотні (1654) Переяславського полку. Включений до «Реєстру» 1649 року рядових козаків і козацької старшини, як Охрім Засядченко.